# Сесуе Хајакава
Сесуе Хајакава (јап. 早川 雪洲) је био јапански глумац, рођен 10. јуна 1889. у Нанаури, Чиба (Јапан), а преминуо 23. новембра 1973. у Токију (Јапан).

## Филмографија
| Улоге Сесуе Хајакава |                   |               |       |          |
| Година               | Српски назив      | Изворни назив | Улога | Напомена |
| 1949.                | Токио Џо          |               |       |          |
| 1957.                | Мост на реци Квај |               |       |          |